# Eva Ekvall
Eva Mónica Anna Ekvall-Johnson (Caracas, 15 marzo 1983 – Houston, 17 dicembre 2011) è stata una modella e conduttrice televisiva venezuelana, eletta Miss Venezuela 2000.
È stata la prima vincitrice del titolo di fede non cristiana, dato che era buddista.  In seguito ha rappresentato il Venezuela a Miss Universo 2001, dove si è classificata al quarto posto.
Eva Ekvall-Johnson ottenne una laurea in comunicazione presso l'università Santa Maria di Caracas. Parlava fluentemente sia spagnolo che inglese, avendo vissuto negli Stati Uniti; suo padre, Eric Ekvall, è uno statunitense che ha vissuto a Caracas per vent'anni lavorandovi come "consulente politico". Nel settembre 2007 ha sposato il produttore radiofonico John Fabio Bermúdez, dal quale ha avuto una figlia, Miranda, a luglio 2009.
Ha anche lavorato come modella ed è comparsa sulle copertine di varie riviste come Ocean Drive e Sambil. Ha inoltre condotto numerose trasmissioni per il canale Televen, fra cui Las Rottenmayer.
A febbraio 2010, le è stato diagnosticato un cancro al seno in stato piuttosto avanzato ed è stata costretta a sottoporsi ad otto mesi di trattamenti che hanno incluso chemioterapia, radioterapia ed una mastectomia. Queste esperienze sono state raccontate da lei stessa in un libro fotografico intitolato Fuera de Foco (Fuori fuoco), pubblicato nel 2011. Infine il 17 dicembre 2011, all'età di ventotto anni, Eva Ekvall è morta a Houston negli Stati Uniti, lasciando una figlia di due anni.